# Charles Du Bos
Charles Du Bos (n. 27 octombrie 1882 - d. 5 august 1939) a fost un critic literar francez.
A redactat studii de mare erudiție și intuiție critică, ce se remarcă prin predilecția pentru analiza individualității artistice a operei literare.

## Opera
S-a ocupat în special de literaturile engleză și franceză.
- 1922 - 1937: Aproximări ("Approximations"), studii despre Prosper Mérimée, Byron, François Mauriac, Constant, Georges Bernanos, Goethe;
- 1929: Dialog cu André Gide ("Le dialogue avec André Gide");
- 1950: Scrisorile lui Charles Du Bos și răspunsurile lui André Gide ("Lettres de Charles Du Bos et réponses d'André Gide");
- 1946 - 1957: Jurnal ("Journal"), prețioase documente autobiografice și literare.